# Gotcha (游戏)
《Gotcha》是由雅达利开发并于1973年发行的迷宫类街机游戏。《Gotcha》的商业表现不佳，后来的评论称游戏「反应冷淡」、「只引发了争议」。但拉夫·贝尔称游戏售出3,000套，是1973年第七畅销街机游戏。